# Miss International 1970
Miss International 1970, decima edizione di Miss International, si è tenuta presso Osaka, in Giappone, il 16 maggio 1971. La filippina Aurora Pijuan è stata incoronata Miss International 1970.

## Risultati

### Piazzamenti
| Risultato finale        | Concorrente |
| ----------------------- | --- |
| Miss International 1970 | - Filippine - Aurora Pijuan |
| 2ª classificata         | - Argentina - Margarita Briese |
| 3ª classificata         | - Australia - Karen Papworth |
| 4ª classificata         | - Giappone - Toshie Suda |
| 5ª classificata         | - Nuova Zelanda - Susan Greaves |
| Top 15                  | - Costa Rica - Haydée Brenes - Danimarca - Jeanne Perfeldt - Ecuador - Lourdes Hernández - Germania - Silke Kahl - India - Patricia D'Souza - Islanda - Erla Hardardóttir - Jugoslavia - Zdenka Marn - Norvegia - Tone Knaran - Stati Uniti - Randi Blesener - Thailandia - Panarat Pisutthisak |

### Riconoscimenti speciali
| Riconoscimento        | Concorrente                  |
| --------------------- | ---------------------------- |
| Miss Photogenic       | - Australia - Karen Papworth |
| Miss Friendship       | - Nicaragua - Jossie Salinas |
| Best National Costume |                              |

## Concorrenti
- Argentina - Margarita Marta Briese
- Australia - Karen Patricia Papworth
- Austria - Ilse Wolfgang
- Belgio - Heidi LeLeu
- Bolivia - Nelly Zenteno Pereira
- Bulgaria - Branimira Antonova
- Canada - Jacquie Perrin
- Ceylon - Shirlene Minerva De Silva
- Cile - Berta Goldsmith
- Corea del Sud - Kim In-sook
- Costa Rica - Haydée Brenes
- Danimarca - Jeanne Perfeldt
- Ecuador - Lourdes Hernández
- Filippine - Aurora "Au-Au" McKenny Pijuan
- Finlandia - Irene Karvola
- Francia - Dominique Pasquier
- Germania - Silke Maria Kahl
- Giappone - Toshie Suda
- Grecia - Katerina Sakka
- Guam - Flora C. Baza
- Hawaii - Yvonne Haunani Young
- Hong Kong - Cecilia W. Buckley
- India - Patricia D'Souza
- Indonesia - Louise Maengkom
- Irlanda - Anne Marie Murphy
- Islanda - Erla Hardardóttir
- Italia - Rossella Ambrosiani
- Jugoslavia - Zdenka Marn
- Lussemburgo - Gaby Fejean
- Malaysia - Lucy Lee
- Malta - Cecile Aguis
- Messico - Lidia Goni
- Nicaragua - Jossie Salinas
- Norvegia - Tone Knaran
- Nuova Zelanda - Susan Frances Greaves
- Paesi Bassi - Marjolein Abbing
- Portogallo - Maria do Rosário de Freitas
- Regno Unito - Jacqueline "Jackie" Francesca Molloy
- Rep. del Congo
- Singapore - Margaret Tan Quee Lin
- Spagna - Maria García García
- Stati Uniti - Randi Susan Blesener
- Svezia - Rita Rudolfsson Bengtsson
- Svizzera - Yolanda Gahwiler
- Thailandia - Panarat Pisutthisak
- Turchia - Meral Ekmekcioglu
- Venezuela - Marzia Rita Gisela Piazza Suprani